# Вилијам Х. Сјуард
Вилијам Хенри Сјуард (енгл. William Henry Seward; Флорида, 16. мај 1801 — Оберн, 10. октобар 1872) био je амерички политичар. Стујард је био државни секретар Сједињених Држава од 1861. до 1869, а претходно је служио као гувернер Њујорка и сенатор Сједињених Држава. Био је одлучни противник ширења робовласништва у годинама које су претходиле Америчком грађанском рату, доминантна фигура Републиканске странке током њених формативних година, и био је државни Уније током Грађанског рата.

## Биографија
Сјуард је рођен у селу Флорида у округу Оринџ, Њујорк, где је његов отац био фармер који је поседовао робове. Образовао се за правника и преселио се у централни део државе Њујорк, у градић Оберн. 1830, Сјуард је изабран у Државни сенат Њујорка као представник Анти-масонске партије. Четири године касније, постао је кандидат за гувернера Виговске партије. Иако на овим изборима није био успешан, Сјуард је изабран за гувернера 1838, а други двогодишњи мандат је освојио 1840. Током овог периода, потписао је неколико закона који су побољшали права и могућности црначке популације, и гарантовао је одбеглим робовима суђења пред порото у држави Њујорк. Закон је штитио аболиционисте, а он је користио свој положај да интервенише у случајевима ослобођених црнаца који су поробљени на Југу
Након доста година бављења правом у Оберну, коначно је изабран у Сенат Сједињених Држава 1849. Сјуардови чврсти ставови и провокативне речи против робовласништва су га учиниле омраженим на Југу. Поново је изабран у сенат 1855, и убрзо је ступио у настајућу Републиканску странку, поставши једна од њених водећих личности. Пред изборе за председника Сједињених Држава 1860, био је сматран главним фаворитом за кандидата Републиканске странке. Неколико фактора, укључујући ставове према његовом грленом противљењу робовласништву, његову подршку имигрантима и католицима, и повезаност са уредником и политичким вођом Тарлоуом Видом, су радили против њега, и Абрахам Линколн је осигурао председничку номинацију. Иако му је пораз тешко пао, учествовао је у кампањи за Линколна, који је изабран, и поставио га је за државног секретара.
Сјуард је учинио све што је било у његовој моћи да спречи отцепљење јужњачких држава; када то није успело, свесрдно се посветио раду за Унију. Његов чврст став против стране интервенције у Грађанском рату је помогао у одвраћању Уједињеног Краљевства и Француске од уласка у сукоб и потенцијалног признања независности Конфедералних Држава. Био је једна од мета током завере против Абрахама Линколна 1865, у коме је Линколн убијен, а Сјуарда је озбиљно ранио један од завереника, Луис Пауел. Сјуард је остао на свом положају и верно је служио током председничког мандата Ендруа Џонсона, у ком периоду је преговарао о куповини Аљаске 1867, и подржавао Џонсона током поступка за његов опозив. Његов савременик Карл Шурц је описао Сјуарда као „једног од оних духова који ће понекад ићи испред јавног мњења уместо да мирно прате његов траг“.